# Класс, Игорь Иосифович
И́горь Ио́сифович Класс (26 ноября 1939, Одесса, СССР — 13 марта 2022) — советский и российский актёр театра и кино, театральный режиссёр.

## Биография
Игорь Класс родился 26 ноября 1939 года в Одессе. Окончил штурманское отделение Рижского мореходного училища, служил матросом.
Затем окончил актёрский (1965) и режиссёрский факультеты Ленинградского института театра, музыки и кинематографии. Служил актёром в Тобольском драматическом театре, затем с 1967 года — режиссёром-постановщиком в Абаканском драматическом театре.
Известен по ролям различных злодеев, в том числе хладнокровного пирата Швейгерта в боевике «Пираты XX века», жуткого вора в законе Капустина по кличке «Палач» в сериале «Дронго». В 1985 году выступил в роли убийцы Зои Космодемьянской полковника Рюдерера в телесериале «Битва за Москву», а также раскаявшегося пирата Бена Ганна в фильме Остров сокровищ. В 2007 году сыграл роль старого писателя Варлама Шаламова в сериале «Завещание Ленина».
Скончался 13 марта 2022 года. Похоронен в Москве на Калитниковском кладбище.

## Фильмография
- 1963 — Принимаю бой
- 1965 — Заговор послов — Феликс Эдмундович Дзержинский
- 1965 — Первый посетитель — Феликс Эдмундович Дзержинский
- 1965 — Залп «Авроры» — Липатов
- 1966 — Последний жулик — Саша, сержант-регулировщик
- 1966 — В 26-го не стрелять — Брехт
- 1966 — Сыны Отечества — офицер-эсэсовец, начальник охраны концлагеря
- 1967 — Взорванный ад
- 1967 — Женя, Женечка и «катюша» — немецкий солдат
- 1967 — Начало неведомого века — атаман Ангел
- 1968 — Мёртвый сезон — посетитель ресторана (в титрах не указан)
- 1969 — Дорога домой — Андрей Теплов
- 1969 — Яблоки сорок первого года — Пинчук
- 1970 — Был месяц май — Авдиев
- 1970 — Пятёрка отважных — немецкий лейтенант
- 1970 — Спорт, спорт, спорт — Иван Грозный
- 1971 — Могила льва — Ничипор
- 1971 — Остров сокровищ — Бен Ганн, бывший пират, островитянин
- 1971 — Проверка на дорогах — партизан-эстонец
- 1972 — Нам некогда ждать — Николай Серебров
- 1973 — Два дня тревоги — Прохор Зенькин
- 1973 — Товарищ генерал — Алексей Шляго, адъютант Капитонова
- 1974 — Единственная дорога — Мюллер
- 1974 — Контрабанда — Игорь Васильевич Клячко
- 1975 — Ар-хи-ме-ды! — Зубов
- 1975 — Порт — немецкий офицер
- 1977 — Хлеб детства моего — Яков
- 1977 — Фронт за линией фронта — шарфюрер на КПП
- 1977 — Знак вечности
- 1977 — Судьба — офицер верхмата Вилли Майер
- 1978 — Артём — комиссар Временного правительства
- 1978 — Любовь и ярость — Росицкий
- 1978 — Где ты был, Одиссей? — Тиле, немецкий солдат
- 1979 — Дикая охота короля Стаха — Рыгор
- 1979 — Пираты XX века — Иоахим Иоганес Швейгерт, он же Рольф Шнайдер, он же Курт Виннер
- 1980 — Тегеран-43 — офицер, проводивший досмотр (озвучивает Олег Голубицкий)
- 1980 — Хлеб, золото, наган
- 1981 — Шестой — Корытин, начальник милиции (в титрах не указан)
- 1982 — Культпоход в театр — Пехов
- 1983 — Пароль — «Отель Регина» — Коровин
- 1984 — Неизвестный солдат — Огородников
- 1984 — Приходи свободным — член военного совета
- 1985 — Прыжок — Дон Кихот
- 1985 — Тайная прогулка — офицер немецкой полевой жандармерии
- 1985 — Битва за Москву — подполковник Рюдерер
- 1985 — Судебно-портретная идентификация — подозреваемый (в титрах не указан)
- 1991 — Американский шпион
- 1992 — Далеко от Санкт-Петербурга
- 1992 — Кодекс молчания-2: След чёрной рыбы — Митрохин, первый секретарь обкома
- 1992 — Игра
- 1993 — Кодекс бесчестия — грузчик
- 1996 — Предисловие
- 2001 — Хозяин империи
- 2002 — Дронго — вор в законе по кличке «Палач»
- 2005 — Охота на асфальте — Мага, вор в законе (озвучил Рудольф Панков)
- 2007 — Завещание Ленина — Варлам Шаламов в старости
- 2011 — Жила-была одна баба — старик Лыков
- 2014 — Линия Марты — врач в блокадном Ленинграде